# Dominique Perrault
Dominique Perrault (* 9. dubna 1953 Clermont-Ferrand) je francouzský architekt.

## Životopis
Narodil se ve městě Clermont-Ferrand v roce 1953. V dnešní době žije a pracuje v Paříži. Titul architekta získal v Paříži v roce 1978. V roce 1989 na École nationale des ponts et chaussées obdržel certifikát z městského plánování. O rok později dosáhl titulu v postgraduálním studiu na École des hautes études v oboru sociálních věd.
Dominique Perrault otevřel svou pařížskou kancelář v roce 1981. V roce 1989 vyhrál mezinárodní soutěž na Francouzskou národní knihovnu, 1992 mezinárodní soutěž na olympijský velodrom a plavecký bazén v Berlíně, kvůli kterému tam i otevřel další kancelář. Tyto dva projekty mu zajistily mezinárodní uznání a slávu.
V roce 1996 vyhrál další soutěž. Tentokrát šlo o budovu Soudního dvora Evropské unie v Lucembursku, jejíž inaugurace se konala 4. prosince 2008. Roku 2000 otevřel svou třetí kancelář v Lucembursku. 2002 otevřel další dvě agentury. Jednu v Barceloně a druhou v Baltimore v Spojených státech.
Jeho práce jsou velmi různorodé a zahrnují mnoho nových konstrukcí a bez počet inovačních řešení. Architektonický program těchto projektů zabírá široký rozsah. Od velkých budov jako jsou kulturní a sportovní objekty přes malé projekty městských struktur v asanovaných městských částech až po privátní bydlení. V červnu 2003 vyhrál soutěž o přístavbu k Mariinskému divadlu v ruském Petrohradě.
Kromě tvorby se věnuje i výuce. Účastní se na seminářích a mimo jiné byl členem nespočetného množství odborných porot. Jako učitel pracuje na několika univerzitách. Mimo jiné v Barceloně, v Bruselu a na ETH v Curychu.

## Ocenění
- 2006 – "Nová horská architektura" ocenění 2006, za M– Preis supermarket v Zirl.
- 2006 – Dedalo – Minosse mezinárodní cena, speciální cena za městskou radnici v Innsbrucku.
- 2005 – AIA Maryland nejlepší průmyslová budova, pro GKD fabriku, Cambridge, USA.
- 2003 – BTV Bauherrenpreis, Rakousko (architekt / klient) pro M-Preis supermarket v Wattens II.
- 2003 – BTV Bauherrenpreis, Rakousko (architekt / klient) za městskou radnici v Innsbrucku.
- 2002 – "Světová cena za architekturu", první cena za nejlepší veřejnou budovu, Mediální knihovna ve Vénissieux.
- 2001 – "Světová cena za architekturu", první cena za nejlepší průmyslovou budovu, APLIX továrna.
- 1999 – Deutscher Preis für Architektur, druhá cena za Velodróm a Olympijských plavecký bazén v Berlíně.
- 1997 – Cena Miese van der Roha za Francii národní knihovnu.
- 1993 – Velká národní cena za architekturu.
- 1992 – Constructa Preis '92: Evropská cena za Hôtel Industrial Berlier.
- 1990 – "Equerre d'argent" časopis Moniteur a první cena AMO (architekt / klient) za Hôtel Industrial Berlier.
- 1990 – Stříbrná medaile za městský plán pro Francii národní knihovnu.
- 1984 – První cena AMO (architekt / klient), za Someloir.
- 1983 – Vítěz alba mladých architektů a programu pro nové architekty (PAN XII)

## Pedagogická činnost
- 2000–03 – ETH, Curych, Švýcarsko
- 2000 – Institut Victor Horta, Brusel, Belgie
- 1999 – Escola Tecnica Superior d'Arquitectura, Barcelona, Španělsko
- 1998 – Urbana– Champaign, Chicago, USA
- 1997 – Škola Architektury v New Orleans, USA
- 1995–96 – Škola Architektury v Rennes, Francie

## Projekty a realizace
- 2010–2015 – DC Towers, Vídeň, Rakousko
- 2004–2008 – EWHA dívčí univerzita, Soul, Korejská republika
- 2003–2009 – druhá budova Mariinského divadla, Petrohrad, Rusko
- 2002–2009 – Olympijské tenisové centrum Madrid, Španělsko
- 2002–2003 – Hlavní městský plán městského centra Donau Vídeň, Rakousko (urbanistická studie)
- 1996–2008 – Soudní dvůr Evropské unie, Lucemburk, Lucembursko
- 1992–1999 – Velodróm a olympijský plavecký bazén, Berlín, Německo
- 1989–1995 – Francouzská národní knihovna, Paříž, Francie